# Buchtel, Ohio
Buchtel là một làng thuộc quận Athens, tiểu bang Ohio, Hoa Kỳ. Năm 2010, dân số của làng này là 558 người.

## Dân số
- Dân số năm 2000: 574 người.
- Dân số năm 2010: 558 người.